# Селихин (станция)
Селихи́н — железнодорожная станция Дальневосточной дороги в посёлке Селихино Комсомольского района Хабаровского края. Неэлектрифицирована.
Через станцию проходит пассажирский поезд
| № поезда | Маршрут движения               | № поезда | Маршрут движения               |
| -------- | ------------------------------ | -------- | ------------------------------ |
| 351      | Советская Гавань — Владивосток | 352      | Владивосток — Советская Гавань |

Стоянка поезда составляет около 10 минут.
На станции осуществляется пересадка пассажиров на автобусы до Хабаровска (в целях экономии времени, поскольку автобус от Селихино до Хабаровска идет чуть больше 5 часов, а поезд — около 12).
До 1990-х годов в основном для вывоза древесины с леспромхозов действовала ж/д линия Селихин — Чёрный Мыс (в 2010 гг. разобрана, см. также Сахалинский тоннель).
РЖД планирует строительство железнодорожной магистрали с мостом через пролив Невельского, которая соединит станцию Селихи́н на БАМе и станцию Ныш на острове Сахалин.